# ウィリアム・ヘイ (第6代エロル伯爵)
第6代エロル伯爵ウィリアム・ヘイ（英語: William Hay, 6th Earl of Erroll、1521年ごろ – 1541年4月11日）は、スコットランド貴族。

## 生涯
第5代エロル伯爵ウィリアム・ヘイと妻エリザベス（Elizabeth、旧姓リーヴェン（Ruthven）、1529年12月9日までに没、初代リーヴェン卿ウィリアム・リーヴェンの娘）の一人息子として、1521年ごろに生まれた。1522年7月28日に父が死去すると、エロル伯爵位を継承した。爵位継承時点ではまだ幼児であり、同年9月3日にスレインズ城を継承したが、エロルの領地はエロル伯爵の幼年を理由に王領に留め置かれた。
ヘレン・ステュアート（Helen Stewart、1564年11月25日までに没、第3代レノックス伯爵ジョン・ステュアートの娘）と結婚して、1女をもうけた。
- ジーン（1540年 – 1570年8月） - 1552年6月16日、ヘイ卿アンドルー・ヘイ（英語版）（のちの第8代エロル伯爵）と結婚、子供あり[1][2]

1541年4月11日にエディンバラで死去、祖父の弟トマス（1513年9月9日、フロドゥンの戦いで戦死）の息子ジョージが爵位を継承した。